# Monster Monster
Monster Monster es el segundo álbum de la banda de rock alternativo The Almost, lanzado el 3 de noviembre de 2009. Al igual que en su álbum debut Southern Weather, este es producido por Aaron Sprinkle. El tour promocional del disco contó con la participación de The Used.

## Listado de canciones
| N.º | Título            | Duración |  |
| 1.  | «Monster Monster» | 3:20     |  |
| 2.  | «Lonely Wheel»    | 3:14     |  |
| 3.  | «No I Don't»      | 3:54     |  |
| 4.  | «Hands»           | 3:48     |  |
| 5.  | «Young Again»     | 2:58     |  |
| 6.  | «Summer Summer»   | 4:00     |  |
| 7.  | «Hand Grenade»    | 3:51     |  |
| 8.  | «Books & Books»   | 3:31     |  |
| 9.  | «Souls On Ten»    | 3:25     |  |
| 10. | «Want To»         | 3:30     |  |
| 11. | «Get Through»     | 3:24     |  |
| 12. | «Monster»         | 6:16     |  |

El tema Me and alone es el track 13, bonustrack de Itunes. Los temas West y Wrong son las siguientes pistas agregadas en la edición de lujo.

## Créditos
- Aaron Gillespie – voz, batería, banjo, guitarra rítmica, instrumentos de percusión, teclados
- Jay Vilardi - guitarras
- Dusty Redmon - guitarras
- Alex Aponte - bajo